# Matt Shea

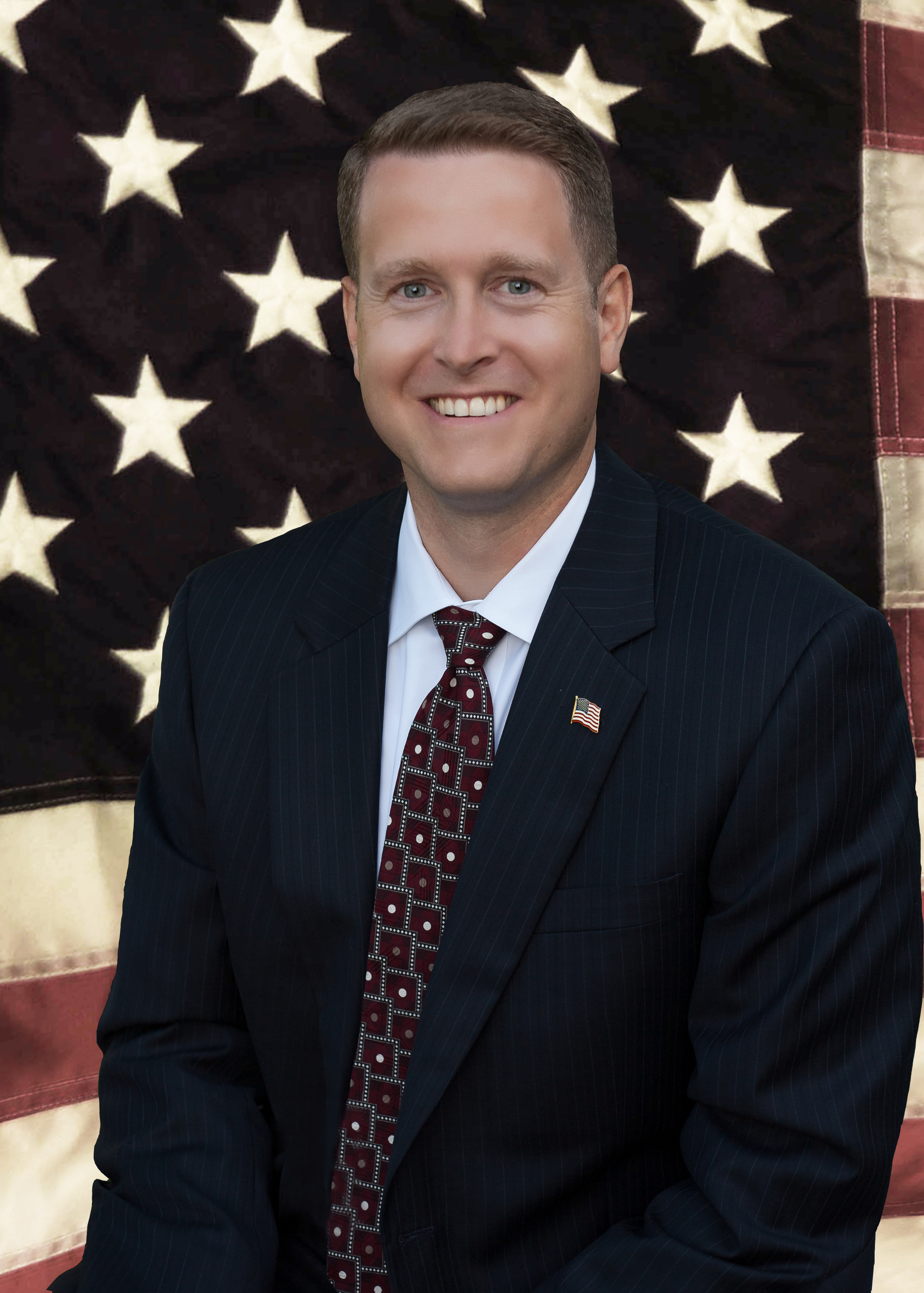
Matt Shea (2012)

Matthew „Matt“ Shea (* 18. April 1974) ist ein US-amerikanischer Politiker der Republikaner, der im Repräsentantenhaus seines Heimatstaats den vierten Bezirk des Bundesstaates Washington vertritt.

## Leben
Matt Shea studierte Politikwissenschaften und Geschichte an der Gonzaga University. Nachdem er diese Studien mit dem Bachelor abgeschlossen hatte, studierte er an der Gonzaga University Rechtswissenschaften. Er ließ sich dann als Rechtsanwalt nieder.
Außerdem hat er in der Nationalgarde in der 1-161st Infantry gedient, zuletzt als Kompaniechef.

## Politik
Shea gehört seit 2009 dem Repräsentantenhaus von Washington an. Er wurde zuletzt 2018 bis 2021 wiedergewählt.
Er tritt für die Bildung eines neuen Bundesstaates Liberty mit Spokane als Hauptstadt ein.
Im Dezember 2019 wurde ein Bericht des Repräsentantenhauses von Washington bekannt, nach dem er sich im Rahmen der Besetzung des Malheur National Wildlife Refuges 2016 der Beteiligung eines terroristischen Aktes gegen die USA schuldig gemacht haben könnte. Nach dem Bericht vom 19. Dezember 2019 unterstützte er außerdem Miliztraining des Patriot Movement und die Ausbildung zu einem heiligen Krieg.
Die Republikaner schlossen Shea daraufhin aus ihrer Fraktion aus, er verlor seine Sitze in Ausschüssen des Parlaments. Er weigerte sich aber zurückzutreten und bezeichnete die Untersuchung als Hexenjagd.
Während der COVID-Krise führte Shea Proteste gegen die Regierung seines Bundesstaates. Er vertrat die Ansicht, das Virus SARS-CoV-2 sei in chinesischen Labors gezüchtet worden. Die Quarantänemaßnahmen dienten dazu, den Präsidenten zu entmachten und Bürgern ihre Rechte zu nehmen.